# Roland Günther
Roland Günther (ur. 11 grudnia 1962 w Zwingenberg) – niemiecki kolarz torowy i szosowy, brązowy medalista olimpijski i trzykrotny medalista torowych mistrzostw świata.

## Kariera
Pierwszy sukces w karierze Roland Günther osiągnął w 1981 roku, kiedy został mistrzem kraju w drużynowym wyścigu na dochodzenie. Rok później, na mistrzostwach świata w Leicesterze w tej samej konkurencji wspólnie z Michaelem Marxem, Axelem Bokelohem i Gerhardem Strittmatterem zdobył srebrny medal. Podczas mistrzostw świata w Zurychu w 1983 roku reprezentanci RFN w składzie: Rolf Gölz, Gerhard Strittmatter, Michael Marx i Roland Günther byli najlepsi. Razem z Gölzem, Marxem i Reinhardem Alberem zdobył drużynowo brązowy medal na rozgrywanych w 1984 roku igrzyskach olimpijskich w Los Angeles. Jedyny indywidualny medal na arenie międzynarodowej Günther zdobył na mistrzostwach świata w Bassano w 1985 roku, gdzie w indywidualnym wyścigu na dochodzenie był trzeci, ulegając jedynie dwóm reprezentantom ZSRR: Wiaczesławowi Jekimowowi i Gintautasowi Umarasowi. Ponadto wielokrotnie zdobywał medale mistrzostw kraju oraz stawał na podium zawodów torowych. Startował także w wyścigach szosowych, zwyciężając między innymi w klasyfikacji generalnej Berliner Etappenfahrt w 1987 roku.